# Tuakepa
Tuakepa is een bestuurslaag in het regentschap Flores Timur van de provincie Oost-Nusa Tenggara, Indonesië. Tuakepa telt 1168 inwoners (volkstelling 2010).